# Lispe bivittata
Lispe bivittata är en tvåvingeart som beskrevs av Stein 1909. Lispe bivittata ingår i släktet Lispe och familjen husflugor. Inga underarter finns listade i Catalogue of Life.